# ゼイラ・アンド・ルーガヤ国
ゼイラ・アンド・ルーガヤ国、セイラック・アンド・ルーガヤ国,(ソマリ語: Maamul Goboleedka Saylac & Lughaya ee Soomaaliya)は、ソマリア北西部の地域。ゼイラ・アンド・ルーガヤ国は2011年に建国され、ソマリア連邦共和国の自治共和国となることを主張している。当初はゼイラ国と名乗っていたが、後に、ゼイラ・アンド・ルーガヤ国を形成するために統一した。主要都市は港湾都市ゼイラで、その他にルーガヤ、アシャ・アド、ハリラド、ジディ、ローヤカドがある。住民の多くはソマリアの氏族ディル (Dir)  の一員である。

## 概要

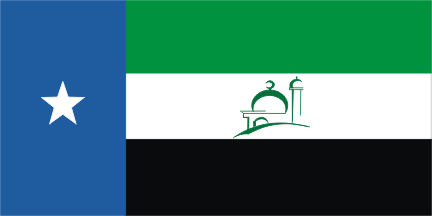
ゼイラの旗

当該地域の自治が、北部のアウダルランドや自治区としてのみ国際的に認められている未承認国家であるソマリランドとの間で論争となっている。

## 歴史

### プント国

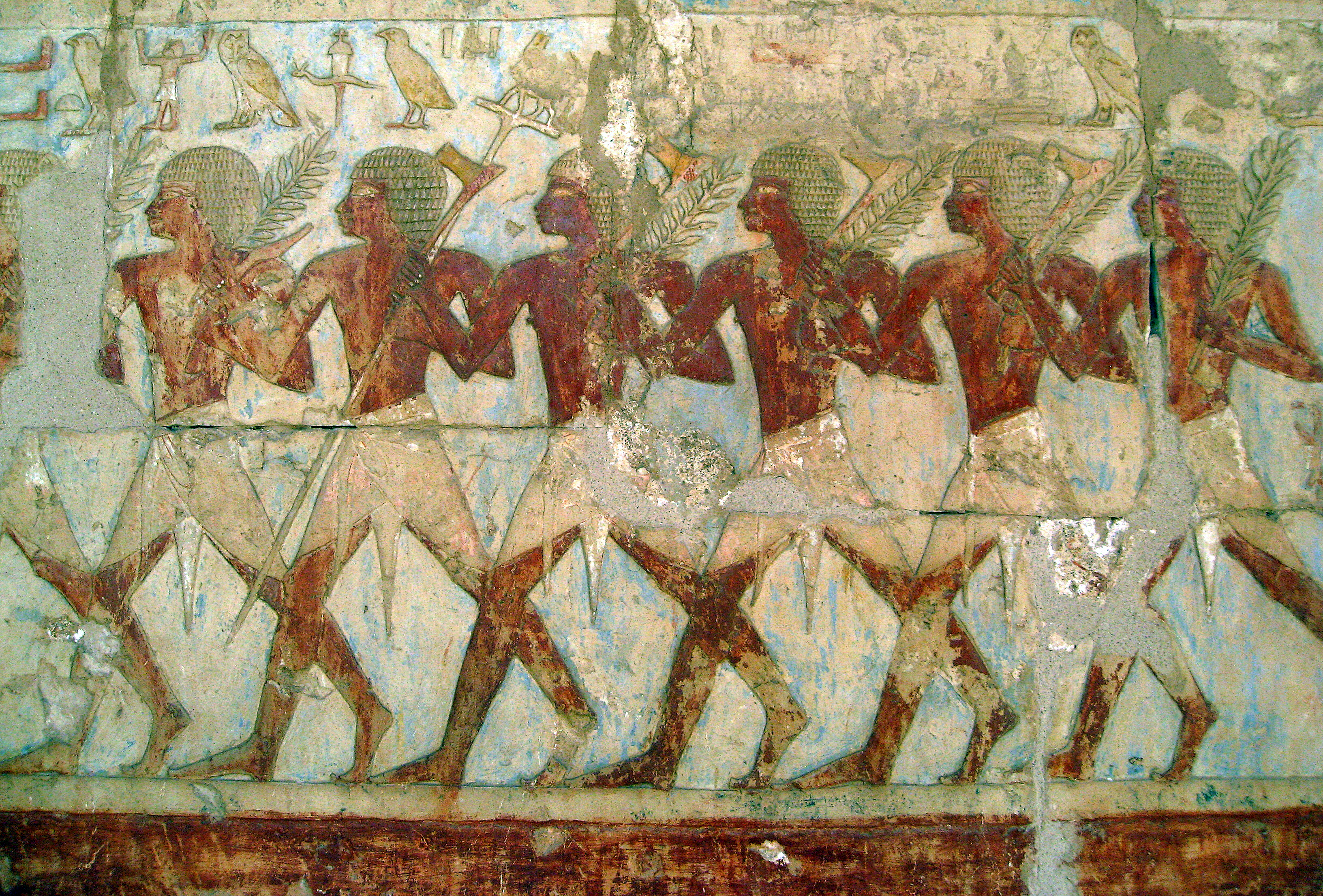
Egyptian soldiers from Queen Hatshepsut's Year 9 expedition to the Land of Punt, as depicted on her temple at Deir el-Bahri.

紀元前25世紀、ソマリア北部、エリトリア、そしてスーダンの紅海沿岸とともにジブチは古代エジプト人にプント国として知られていた土地が存在していた最も可能性の高い場所と考えられている。 プント国は古代エジプトやファラオ、サフラーの時代に深い関わりを持っていた人々の国である。人々は自国の香水やコクタン、ショートホーンだけでなく、金や象牙、動物の革を含む近隣国の商品も取引していた。ハトシェプスト女王葬祭殿のレリーフによると、当時プント国はパラオ王やアティ女王によって統治されていた。

### イファト・スルタン国
イファト・スルタン国はアフリカの角に存在した中世の王国である。1285年にワルシャマ王朝によって建国されゼイラを中心としていた。イファト国はソマリア北部に拠点を置き、そこからアフマ山脈に向かって南方に広がった。1285年に国王ウマー·ワラシュマ（もしくは彼の息子アリ）がシェワを征服したとして記録されている。エチオピアの歴史家Taddesse Tamratは、同時期に皇帝イクノ·アムラクがキリスト教徒の領土を統一しようとしていたのと同じように、ウマーの軍事遠征を、アフリカの角のイスラム教徒の領土を統一する試みとして説明している。これら2つの国家は必然的にシェワやさらに南の国家と衝突した。長い戦争が続いたが、当時のイスラム教徒のスルタンは強く統一されていなかった。イファトは最終的に1332年にエチオピアの皇帝アムダ・セヨン1世に敗北し、シェワから撤退した。

### アダル・スルタン国

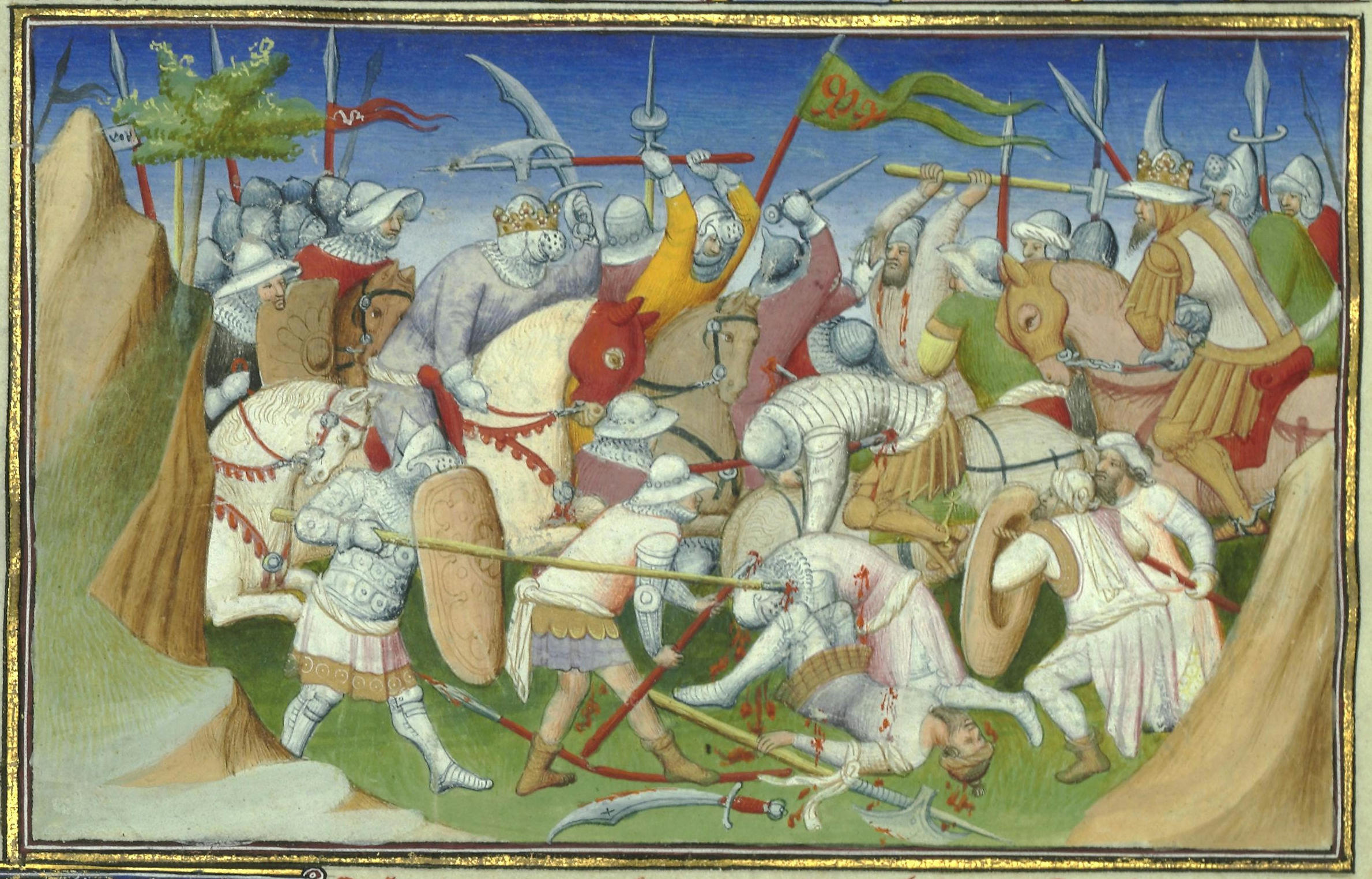
エチオピアの国王Yagbe'u Seyonやその部隊と戦うアダルの国王と兵士

ヒジュラの直後にイスラム教はアラビア半島から早々に広められた。800年代後半、Al-Yaqubiはイスラム教徒がホーン北部の海岸沿いに住んでいたと書いている。彼はまた、アダル王国はジブチに接する北西部のアウダル地域の港湾都市であるゼイラに首都を持っていたと述べた。これは、ゼイラを本拠地とするアダル·スルタン国が少なくとも9世紀か10世紀にまでさかのぼることを示唆している。ヨアン・M・ルイスによると、政治はソマリ化したアラブ人やアラブ化したソマリ人から成る地方の王朝によって支配され、彼らは同じように設立された南部のバナディール地方のモガディシュ王国をも支配した。 この創設期からのアダルの歴史はエチオピア帝国との戦いの度重なりによって特徴づけられた。絶頂期には、アダル王国は今日のジブチ、ソマリア、エリトリア、エチオピアの大部分を支配した。

### イギリス領ソマリランド
1888年、ワルサンガリ·スルタン国のモハメド·アリ·シャイアのような当時のソマリ人君主との継続的な条約に署名した後、イギリスはイギリス領ソマリランドと呼ばれる地域に保護国を樹立した。英国はアデンから保護国に部隊を駐屯させ、1898年までイギリス領インド帝国から統治を行った。イギリス領ソマリランドは1905年までイギリス外務省に、その後はイギリス植民地省によって統治された。

### ソマリア内戦
1980年には、バーレ政権の道徳的権限が崩壊した。ソマリ人の多くは軍事独裁で人生に幻滅を感じた。政権は次第に全体主義体制となり、エチオピアに支援された抵抗運動が全国に広がり、結局ソマリア内戦とバーレの追放につながった。

## 人口統計
この地域の住民の多くはソマリ族の氏族ディア家のガダブウルシ分家やイッサ分家に所属している。
| 地区名         | 人口    |
| -------------- | ------- |
| ゼイラ         | 105,000 |
| ルーガヤ       | 75,000  |
| ハリラド       | 57,000  |
| ローヤカド     | 3,600   |
| アブドルガダル | 2,780   |
| アシャ·アド    | 1,874   |
| シール·ガール  | 1,645   |
| ジディー       | 785     |